# Huarong, Ezhou
Huarong är ett stadsdistrikt i Ezhou i Hubei-provinsen i centrala Kina.